# CM (Milaan)
CM is een Italiaans historisch merk van motorfietsen.
De bedrijfsnaam was: Fabbrica Motocicli Motocarri C.M, Bologna

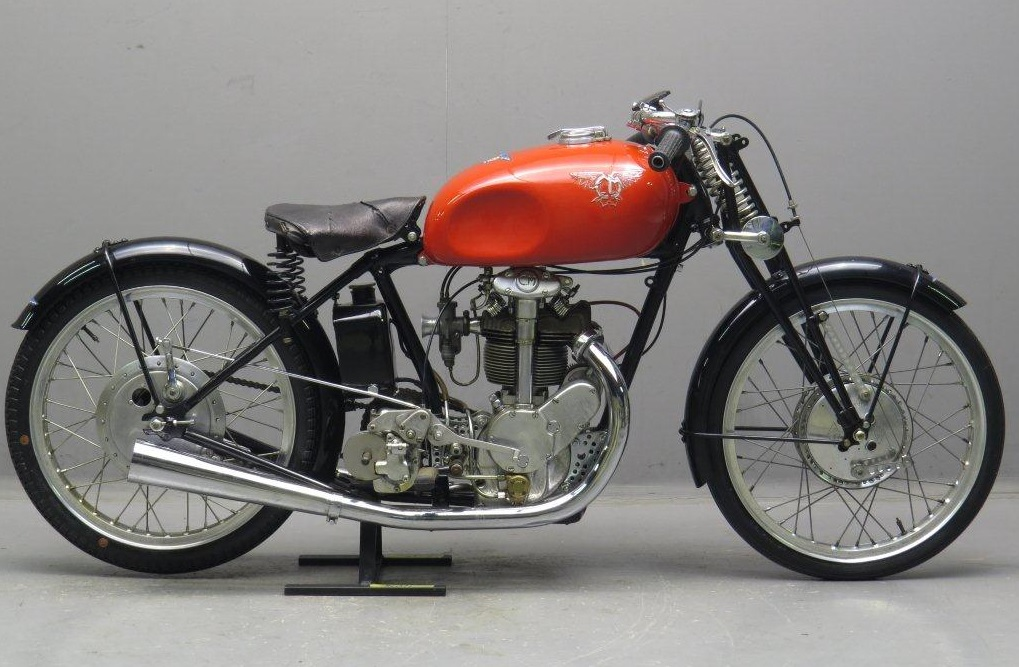
CM 250 cc wegracer uit 1935

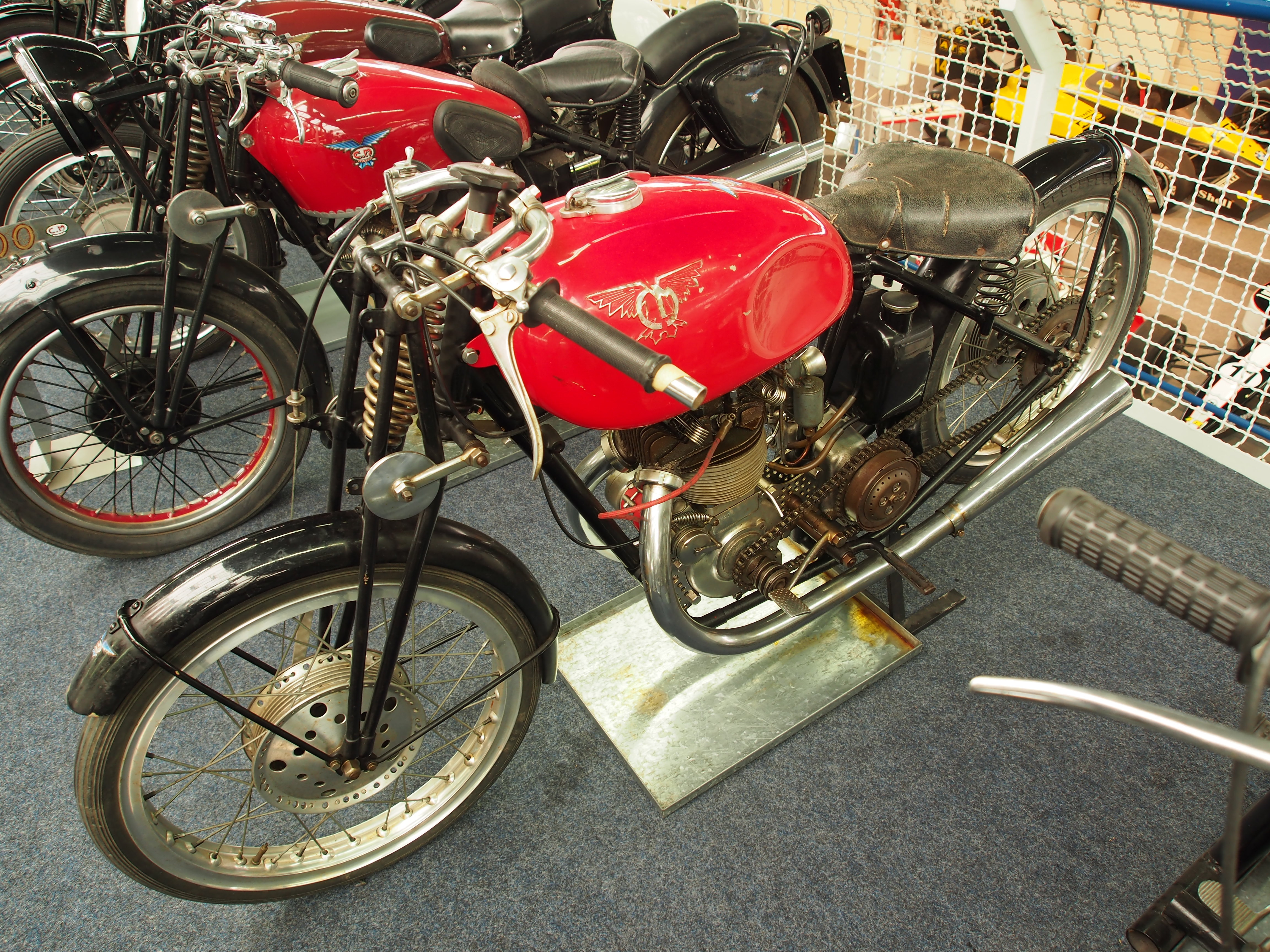
250cc-sportmodel met dubbele uitlaten, eind jaren dertig

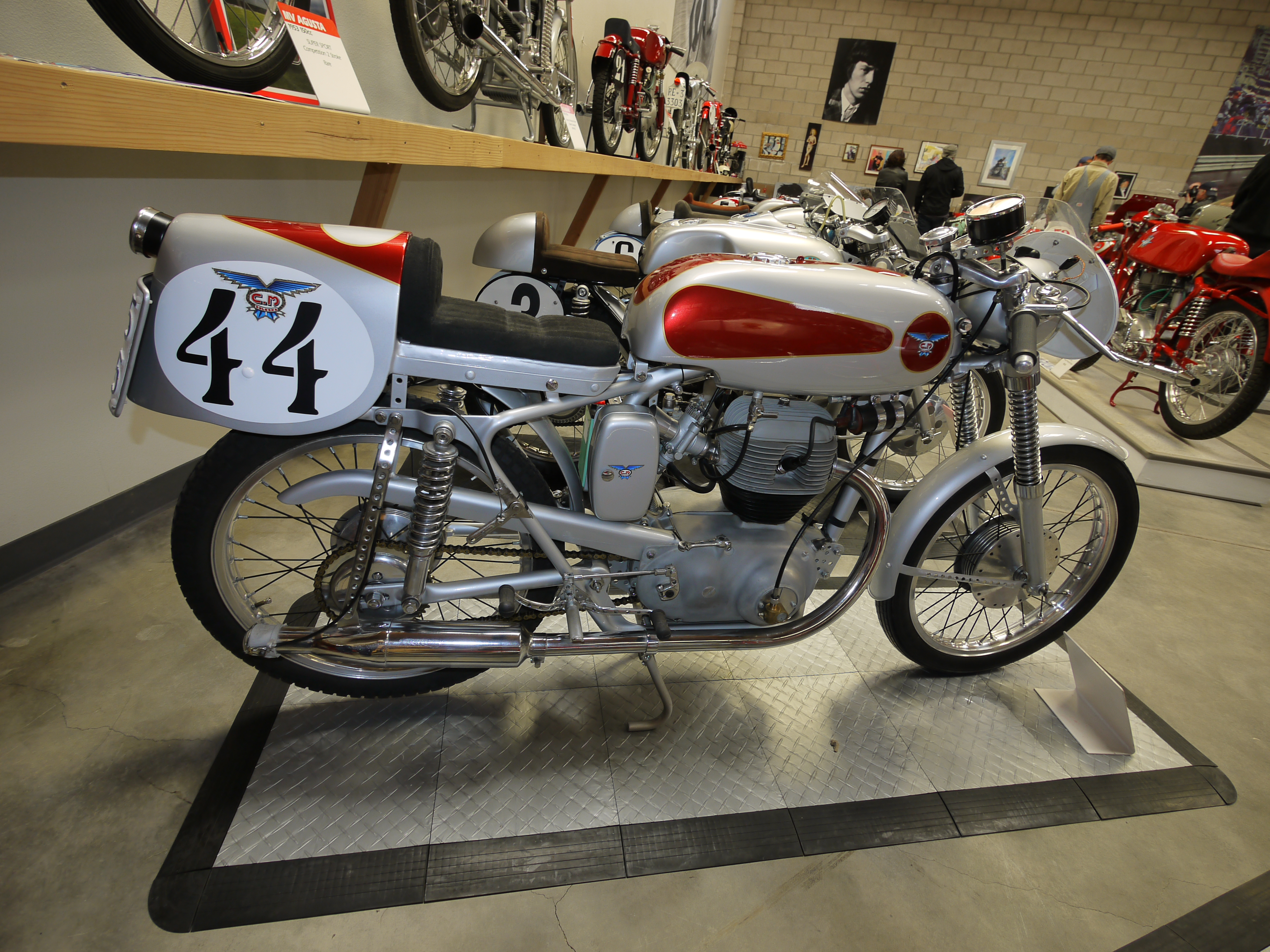
CM 175 Francolino uit de jaren vijftig

CM stond voor: Cavedagni Mario. CM werd in 1930 opgericht door de toen bekende coureurs Oreste Drusiani en Mario Cavedagna. Bij CM kwam het nooit tot massaproductie, waardoor het niet een van de grote Italiaanse merken is geworden. Men maakte liever handmatig producten voor kenners en liefhebbers.
De eerste machine die in 1931 op de markt kwam had een 175cc-kopklepmotor, die in de toerversie één en in de sportversie twee uitlaten had. In 1932 volgde een derde versie, de "Super Sport", die niet veel afweek van het sportmodel. Dit waren nog stoterstangenmotoren.
In 1933 kwam er een zwaardere motor, een 500cc-model en in 1934, toen ing. Salvia bedrijfsleider was geworden, het eerste 250cc-model met bovenliggende nokkenas.
In 1935 gingen de 175cc-modellen uit productie, maar het bedrijf leverde toch een groot scala aan modellen van 250-, 350- en 500 cc, allemaal kopkleppers met stoterstangen, maar ook sportversies met bovenliggende nokkenassen. Ing. Salvia ontwikkelde echte 250- en 350cc-racemotoren, waarmee vooral Guglielmo Sandri succesvol was. Er was ook een keuze aan schakelmogelijkheden: zowel hand- als voetschakeling. Alle modellen hadden vier versnellingen. Achtervering was er nog niet, maar de machines hadden allemaal een parallellogramvork.
Tijdens de Tweede Wereldoorlog was CM een van de vijftien merken die mochten doorproduceren, maar het kreeg geen overheidsopdrachten. Formeel stonden nog steeds 250- 350- en 500cc-modellen op het programma, maar feitelijk produceerde men voornamelijk praktische triporteurs. Toch werden er in de oorlogsjaren frames met achtervering ontwikkeld, naar Italiaans gebruik torsievering met wrijvingsdempers.
Zo was CM na de oorlog een van de weinige Italiaanse merken die nog zware (500 cc) motorfietsen leverden, terwijl een groot aantal concurrenten zich richtten op de grote vraag naar goedkope en lichte motorfietsjes. In 1947 nam CM alle tijdens de oorlog geproduceerde modellen uit productie en verscheen er een nieuw 250cc-model, de Gheppio met achtervering, een bovenliggende nokkenas en vier versnellingen. Dit vlotte, sportieve machientje werd het topmodel, niet veel later geflankeerd door de Rampichino 250, de Sparviero 500 en de Grifone 500.
In 1949 gaf CM nog meer toe aan de marktvraag door voor het eerst een tweetaktmotor te leveren. Dit was een 125cc-model, maar in 1950 verscheen een 250cc-tweecilinder tweetakt waarbij de cilinders in het carter geïntegreerd waren. Er was nog een buisframe toegepast, maar de voor- en achterwielophangingen waren van geperst plaatstaal gemaakt. De machine was bijzonder licht: gemiddeld bracht een 250cc-machine ongeveer 140 kg op de weegschaal, maar de CM 250 woog slechts 105 kg. Ook de topsnelheid van 110 km/h was hoog en al snel werd er een raceversie ontwikkeld. Hierna werden er tot 1958 nauwelijks veranderingen in het modellenaanbod doorgevoerd. In 1956 kwam er opnieuw een 175cc-model, de Francolino 175, met een viertaktmotor. In Italië was de 175cc-klasse nog steeds een populaire raceklasse, met name in lange-afstandsraces, en de raceversie van de Francolino 175 haalde goede resultaten. Deze machine had een swingarm achtervering met twee veer/demperelementen en een telescoopvork.
Rond 1958 kwam het merk in moeilijkheden. Men had nog geprobeerd via sportieve successen in verschillende klassen de populariteit van het merk op te krikken, maar uiteindelijk besloot men het te proberen met een 150cc-scooter, die uitsluitend voor de export bestemd was. Hoewel dit een vlot model was, kwam het te laat om CM nog te redden en CM beëindigde de productie.
In 1964 kwam het merk CM nog even terug, toen onder leiding van Mauro Negrini bromfietsen gemaakt werden. Dat duurde slechts enkele jaren.